# Sant Cristòfol de Figuera
Sant Cristòfol de Figuera és una església romànica del mas Figuera de Castelltallat, al municipi de Sant Mateu de Bages (Bages), inclosa en l'Inventari del Patrimoni Arquitectònic de Catalunya.

## Descripció
És un edifici religiós situat al fondal del vessant meridional de la serra de Castelltallat junt a la masia Figuera. Temple petitó que presenta una nau rectangular amb absis semicircular adossat a la masia Figuera. És una església fortificada amb un cos superior per damunt la nau que conserva els merlets i espitlleres pròpies de l'època de construcció.

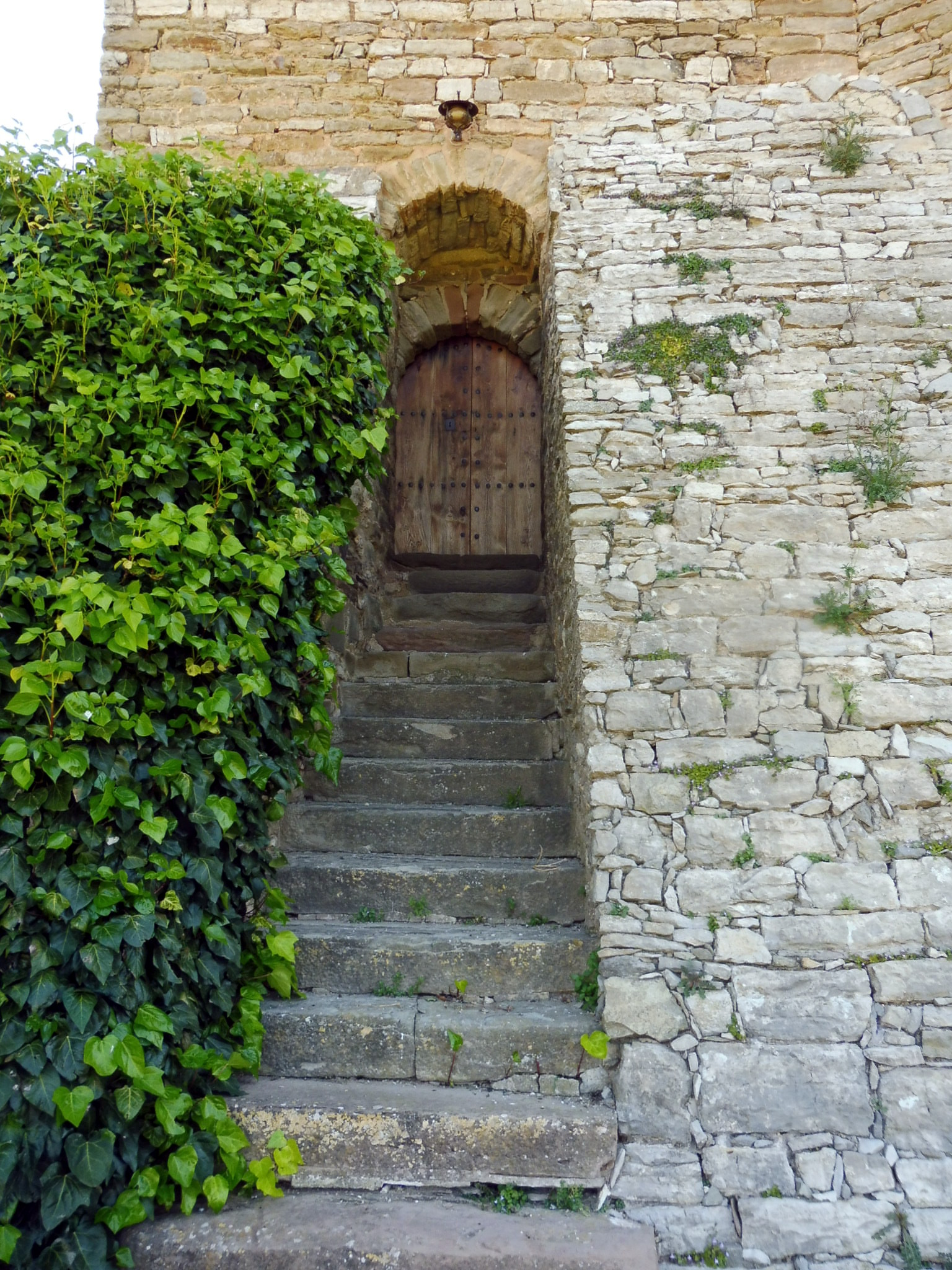
Escala i porta d'accés

 El campanar de torre és posterior. Accés, pels peus de la nau, molt sorprenent, ja que és una escala encaixada. Les actuals campanes que té, són les originals de l'església de Sant Pere de Vilalta. Va ser restaurada a principis del segle XXI. Interiorment està molt arreglada.
La capella té uns Goigs dedicats que canten en una de les estrofes: "De tota la comarca venen, a vostra santa Capella, i a Figuera la tenen, per consol de tota aquella; per curar de tots dolors, vos prenen per advocat".